# Crazy Legs (álbum)
Crazy Legs é um álbum de estúdio de Jeff Beck e Big Town Playboys, lançado em 29 de junho de 1993. O álbum é composto de canções Gene Vincent. O álbum é considerado um tributo a Gene Vincent and His Blue Caps, em particular, para o primeiro guitarrista de Vincent, Cliff Gallup, que Beck afirma ser sua maior influência.

## Faixas
| N.º | Título                           | Duração |  |
| 1.  | "Race with the Devil"            | 2:00    |  |
| 2.  | "Cruisin"                        | 2:22    |  |
| 3.  | "Crazy Legs"                     | 2:03    |  |
| 4.  | "Double Talkin' Baby"            | 2:15    |  |
| 5.  | "Woman Love"                     | 2:35    |  |
| 6.  | "Lotta Lovin'"                   | 2:04    |  |
| 7.  | "Catman"                         | 2:24    |  |
| 8.  | "Pink Thunderbird"               | 2:30    |  |
| 9.  | "Baby Blue"                      | 2:36    |  |
| 10. | "You Better Believe"             | 2:09    |  |
| 11. | "Who Slapped John?"              | 1:55    |  |
| 12. | "Say Mama"                       | 2:13    |  |
| 13. | "Red Blue Jeans and a Pony Tail" | 2:18    |  |
| 14. | "Five Feet of Lovin"             | 2:11    |  |
| 15. | "B-I-Bickey-Bi, Bo-Bo-Go"        | 2:12    |  |
| 16. | "Blues Stay Away from Me"        | 2:24    |  |
| 17. | "Pretty Pretty Baby"             | 2:26    |  |
| 18. | "Hold Me, Hug Me, Rock Me"       | 2:15    |  |